# نیل مک‌گینیس
نیل مک‌گینیس (انگلیسی: Niall MacGinnis؛ ۲۹ مارس ۱۹۱۳ – ۶ ژانویهٔ ۱۹۷۷) یک هنرپیشه اهل ایرلند بود.

## فیلم‌شناسی
از فیلم‌ها یا برنامه‌های تلویزیونی که وی در آن نقش داشته است می‌توان به هملت، هنری پنجم، آنا کارنینا، داستان راهبه، جیسن و آرگونات‌ها، بکیت، سردار جنگ، شور زندگی، مدار ۴۹ درجه، مارتین لوتر و ماجراهای شگفت‌انگیز تارزان اشاره کرد.